# منتجات زراعية

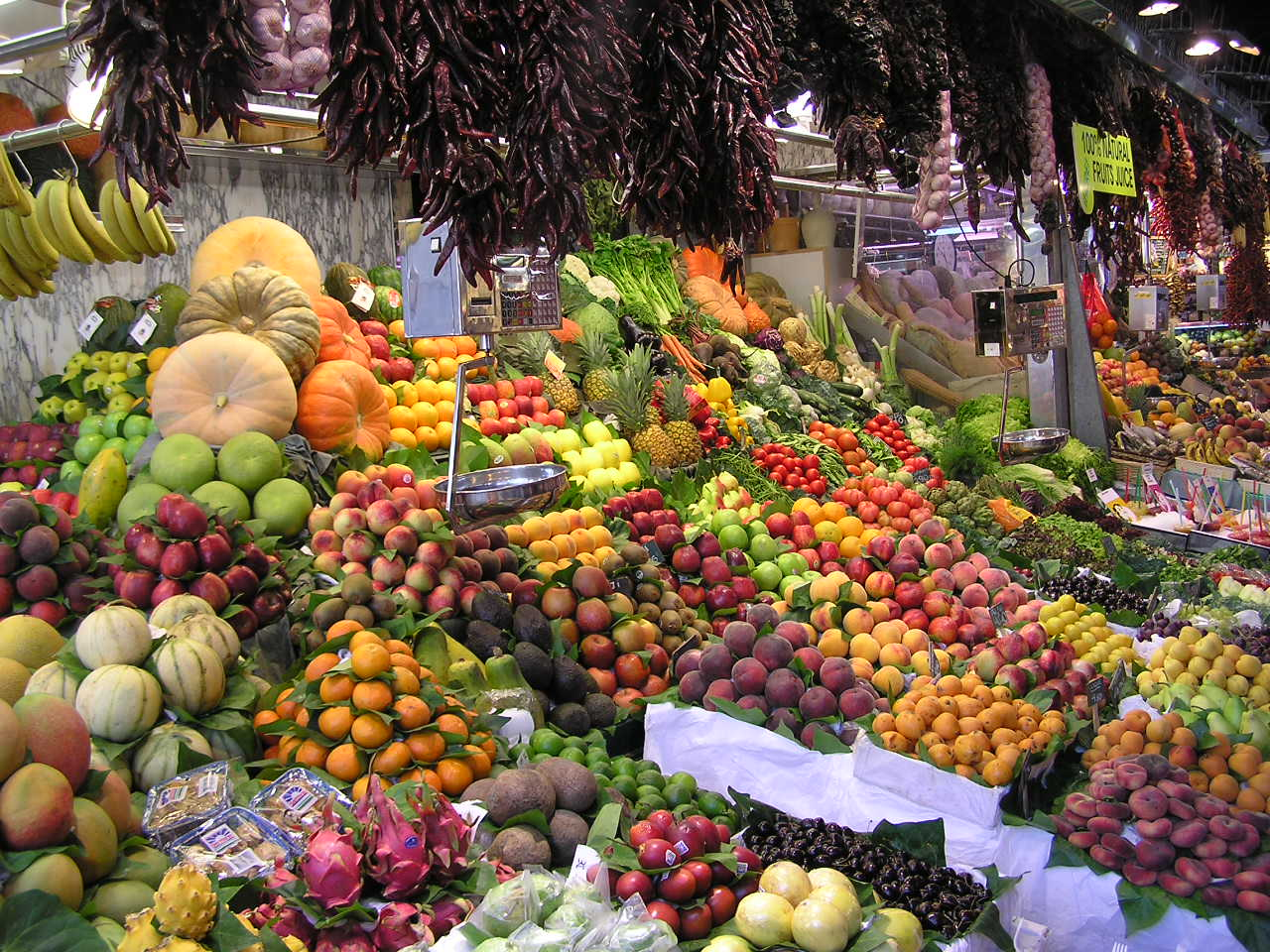
منتجات زراعية معروضة في سوق لا بوكويريا في برشلونة، إسبانيا.

المنتجات الزراعية هو تعبير استدلالي لمجموعة من المحاصيل والسلع الزراعية التي تنمو في مناطق الهواء الطلق في المجتمع. وبوجه أكثر تحديدًا، غالبًا ما يقتضي مصطلح «المنتجات الزراعية» أن تكون المنتجات طازجة وفي نفس الحالة التي تكون عليها عند الحصاد بوجه عام، كما يستخدم التعبير في المراكز التجارية للإشارة إلى قسم الفواكه والخضراوات. فالمنتجات الزراعية هي المنتج الرئيسي الذي يعرض للبيع لدى الخضري، وفي أسواق المزارعين، وأسواق الفاكهة.
وفي بعض أجزاء العالم، ومنها الولايات المتحدة، توضع بطاقة لاصقة تحمل كود الكشف عن السعر. والأرقام الأربعة أو الخمسة التي تشكل هذه الأكواد هي نظام معياري يهدف إلى المساعدة في نظام دفع الحساب ومراقبة البضاعة الموجودة في أسواق المنتجات الزراعية.

## المنتجات الزراعية الموسمية

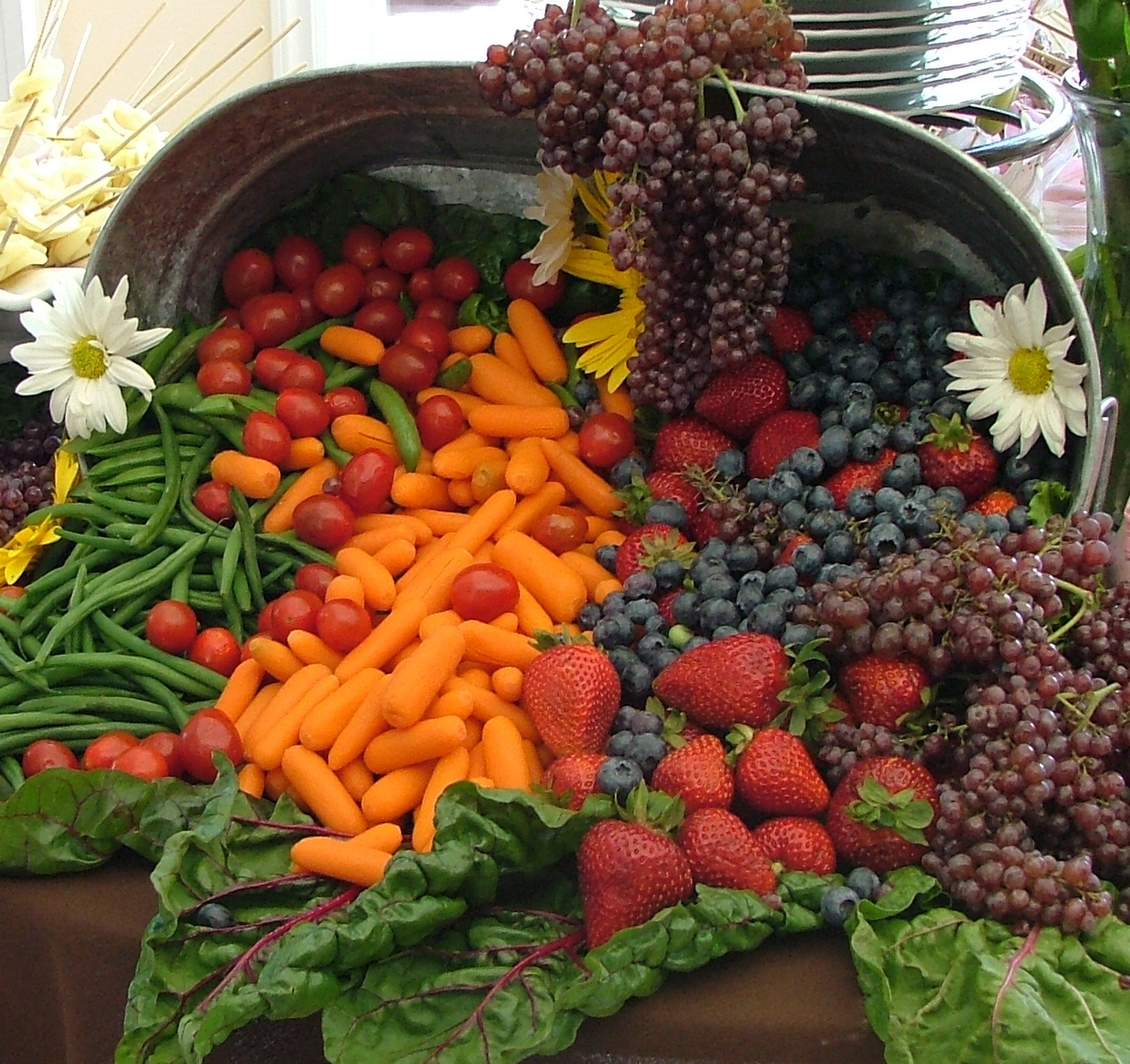
وعاء قرني مليء بالمنتجات الزراعية الطازجة

بالرغم من أن بعض أنواع المنتجات الزراعية متوفرة على مدار العام في بعض أجزاء العالم، فإنها لا تكون في أفضل حال وأدنى سعر إلا عندما تكون في موسمها. وتعتمد موسمية المنتج الزراعي على المتغيرات الإقليمية مثل المناخ والطقس، وفصول السنة.
وفيما يلي قائمة عامة بالمنتجات الزراعية الموسمية في المناطق الواقعة شمال وجنوب المناطق الاستوائية، من بينها كندا، والولايات المتحدة، وأوروبا، واليابان، وغيرها.
فاكهة الربيع هي المشمش، والفراولة، والكرز.
أما خضراوات الربيع فهي البازلاء (بنوعيها: السكرية والثلجية) والملفوف الرقيق ومن بين أنواعه أوراق الخردل، والخس صغير الرأس، والسبانخ الصغيرة والجرجير المائي. كما يشتهر الربيع بنبات الخرشوف، والهليون، والأفوكادو، والبطاطس، والراوند.
وتتضمن فاكهة الصيف بعض أنواع العنبيات مثل (العليق الشجري، والتوت الأزرق، والعليق) والفاكهة ذات النواة مثل (الخوخ، والدراق، والمشمش) بالإضافة إلى البطيخ بأنواعه.
وعن خضراوات الصيف فإنها تشمل الشمندر، والذرة، والخيار، والباذنجان، والفاصوليا الخضراء، والطماطم والكوسا.

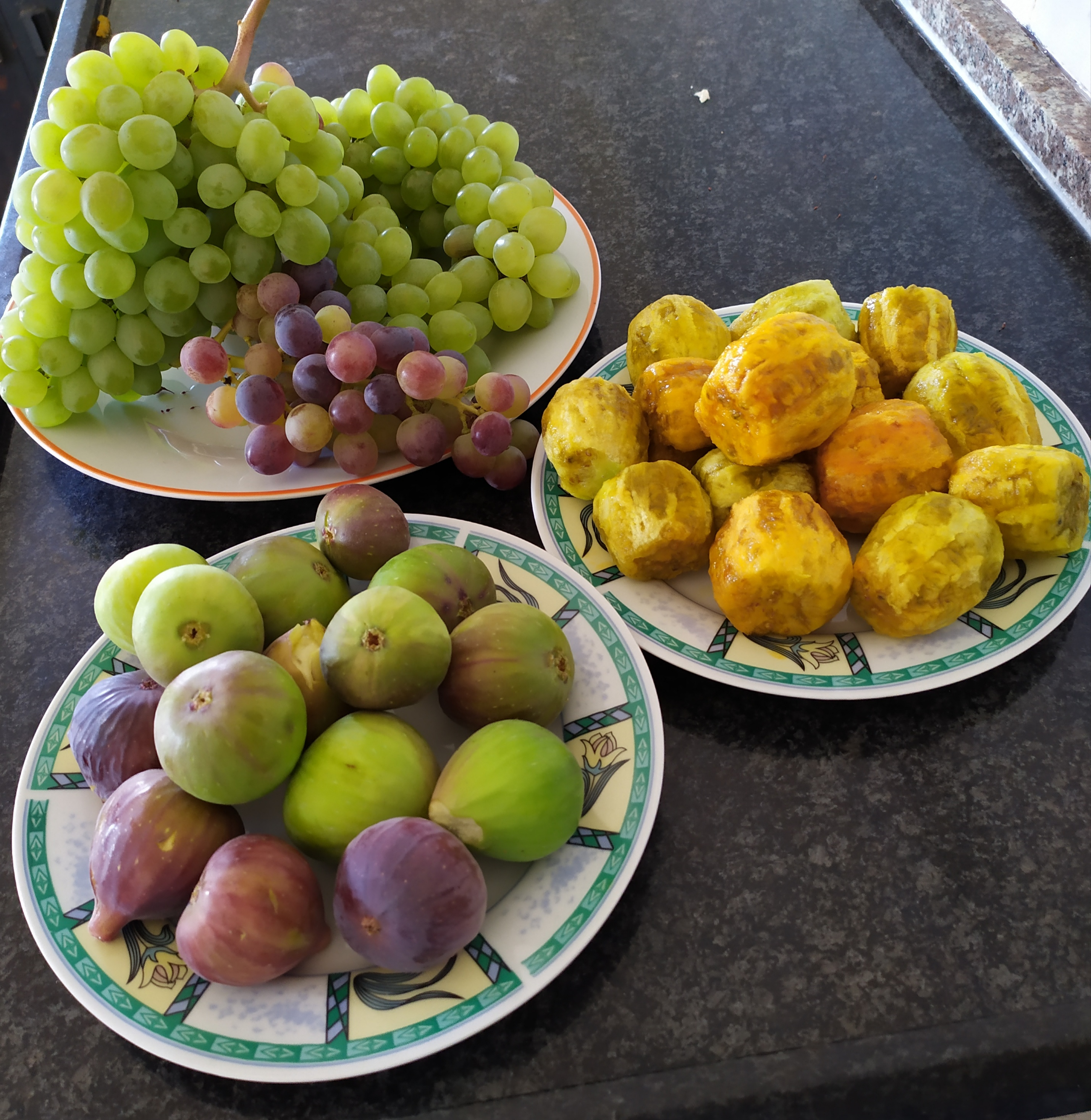
طبق من فاكهة ثمار الصيف،العنب والصبر والتين،فلسطين

أما فاكهة الخريف فتتضمن التفاح، والعنبيات حادة الخباء، والعنب، والتين، والأجاص، والرمان.
بينما تتنوع خضراوات الخريف بين العديد من مستنبتات الكرنب الزيتي مثل (القرنبيط الأخضر، وملفوف بروكسل، والقرنبيط، وخضراوات الكرنب، والهندباء، والكالي). وعن الخضار الجذري فإنه يشمل (الثوم، والزنجبيل، والجزر الأبيض، واللفت واليام) والقرع الشتوي (قرع بلوطي، وقرع جلاطي والقرع) جميعها من خضراوات هذا الموسم. وعلى الرغم من أن الذرة والبازلاء من خضراوات الربيع الموسمية، فإنها من موسميات نهاية الخريف أيضًا.
الشتاء وفاكهته تتضمن الحمضيات ومنها (الكلمينتين، والكريب فروت، والبرتقال، والليمون) والرمان.
وتتضمن الخضراوات أنواع الملفوف ذات الأوراق القاسية مثل (الكالي، والكراث، والهندباء, وملفوف بروكسل). كما تتضمن خضراوات الشتاء بعض الخضار الجذري مثل (اللفت السويدي، واللفت، والفجل) فضلاً عن القرع الشتوي.
وتتميز بعض المنتجات الزراعية مثل البصل، والخس، والسبانخ والفراولة بأنها متوفرة طول العام في المناطق التي تتميز بمناخ شبه استوائي.